# Hornsund

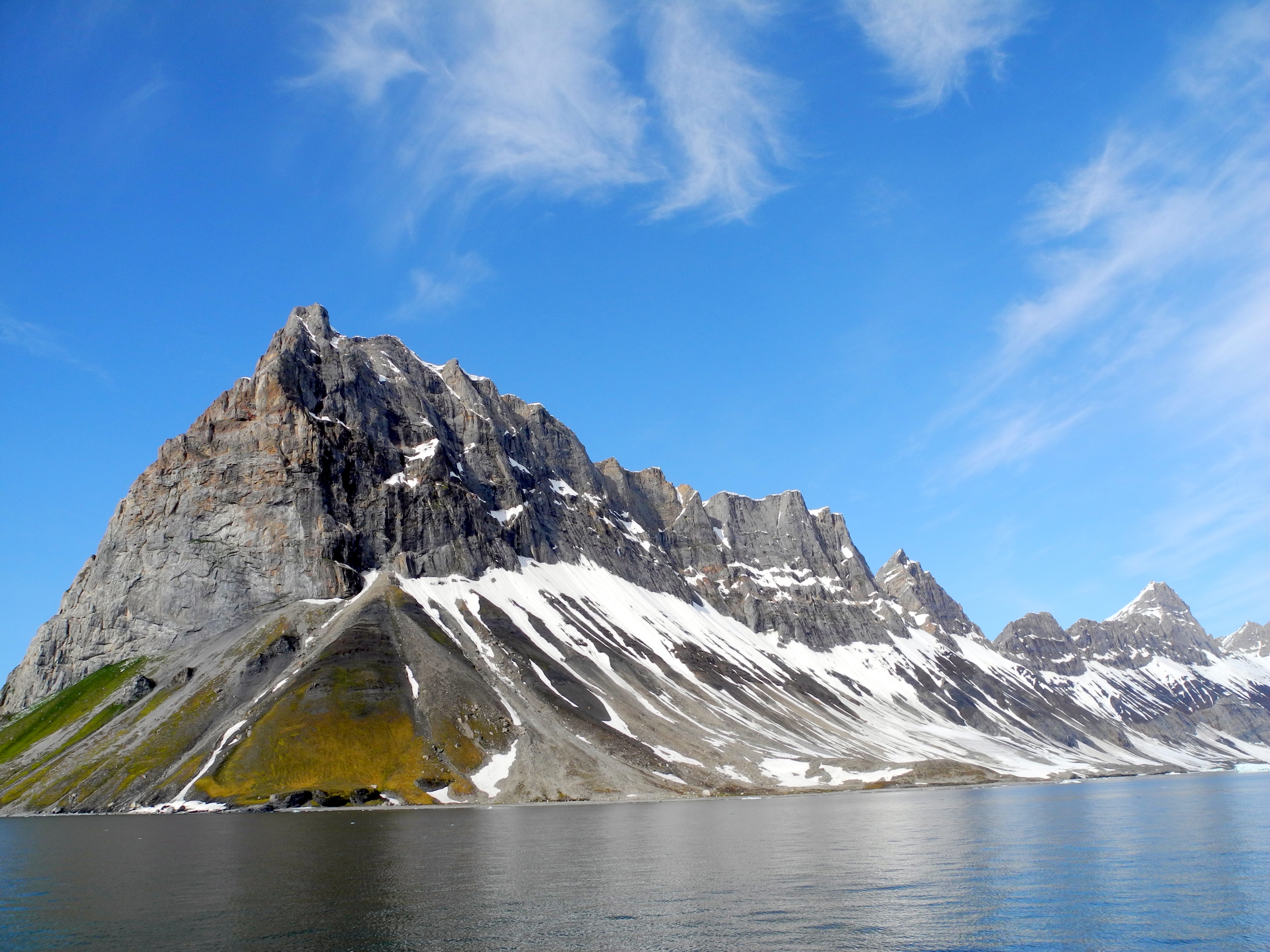
Een baai in Hornsund.

Hornsund is een fjord aan de westkant van het eiland Spitsbergen.
De monding van de fjord ligt aan het westen van de Groenlandzee en is 12 kilometer breed. De fjord is circa 30 kilometer lang en heeft een gemiddelde diepte van 90 meter. Het diepste punt is 260 meter.
Ten zuiden van het fjord ligt Sørkapp Land, ten noordoosten Torell Land en ten noorden Wedel Jarlsberg Land. Aan de noordkust bevindt zich een baai met de naam Burgerbukta.
Ongeveer 80 kilometer naar het noordwesten ligt het fjord Bellsund.
Sinds 1957 is er een Pools onderzoeksstation actief.

## Geschiedenis
Het kreeg zijn huidige naam in 1610 nadat de Engelse ontdekkingsreiziger Jonas Poole en zijn bemanning een gewei op het strand vonden.

## Klimaat
| Maand                                           | jan   | feb   | mrt   | apr   | mei  | jun | jul | aug | sep | okt  | nov  | dec   | Jaar |
| ----------------------------------------------- | ----- | ----- | ----- | ----- | ---- | --- | --- | --- | --- | ---- | ---- | ----- | ---- |
| Gemiddelde temperatuur (°C)                     | −12,5 | −12,7 | −12,7 | −10,1 | −3,7 | 1,4 | 4,0 | 3,7 | 0,7 | −3,7 | −8,3 | −11,2 | −5,4 |
|                                                 |       |       |       |       |      |     |     |     |     |      |      |       |      |
| Neerslag (mm)                                   | 28    | 30    | 32    | 20    | 18   | 36  | 40  | 46  | 48  | 45   | 32   | 30    | 405  |
| Bron: Norwegian Meteorological Institute eKlima |       |       |       |       |      |     |     |     |     |      |      |       |      |